# Epigonii
În mitologia greacă, epigonii (în greaca veche: Ἐπίγονοι / Epígonoi, „descendenții” sau „moștenitorii”) sunt fiii celor șapte căpetenii care luptaseră împotriva Tebei, pentru a-l răzbuna pe Polinice, și pieriseră în timpul războiului.
La zece ani după tații lor pieriseră, fiind sub comanda lui Adrastus / Adrastos, Epigonii (cu puțin timp înainte de războiul troian) au atacat Teba,  pentru a-și răzbuna tații. În timpul acestui „Război al Epigonilor”, tebanii și aliații lor au fost înfrânți la Glisas, lângă Teba.
Prima mențiune este a lui Homer (Iliada IV, 403-410). Sthenelus (fiul lui Capaneus) vorbește despre prezența lor, precum și despre cea a lui Diomede, în timpul cuceririi Tebei.
| Epigonii            | Tată între Cele Șapte Căpetenii | Surse       | Surse     | Surse   |
| ------------------- | ------------------------------- | ----------- | --------- | ------- |
| Epigonii            | Contra Tebei                    | Apollodorus | Pausanias | Hyginus |
| Aegialeus           | Adrastos / Adrastus             | ✓           | ✓         | ✓       |
| Alcmaeon            | Amphiaraus                      | ✓           | ✓         | ✓       |
| Amphilochus         | Amphiaraus                      | ✓           | ✓         |         |
| Diomedes / Diomede  | Tydeus                          | ✓           | ✓         | ✓       |
| Euryalus            | Mecisteus                       | ✓           | ✓         |         |
| Promachus           | Parthenopaeus                   | ✓           | ✓         |         |
| Sthenelus           | Capaneus                        | ✓           | ✓         | ✓       |
| Thersander          | Polynices / Polinice            | ✓           | ✓         | ✓       |
| Polydorus           | Hippomedon                      |             | ✓         | ✓       |
| Adrastus / Adrastos | Polynices                       |             | ✓         |         |
| Timeas              | Polynices                       |             | ✓         |         |
| Biantes             |                                 |             |           | ✓       |
| Tlesimenes          |                                 |             |           | ✓       |